# Classification des automitrailleuses de la cavalerie française (1931-1940)
Les automitrailleuses de la cavalerie française, c'est-à-dire les chars et automitrailleuses proprement dites, sont regroupées en trois types avant la Seconde Guerre mondiale : les automitrailleuses de découverte (AMD), les automitrailleuses de reconnaissance (AMR) et les automitrailleuses de combat (AMC).

## Anciennes classifications
En avril 1922, l'Armée française définit deux types d'automitrailleuses de cavalerie (AMC) :
- l'AMC no 1, de 4 t, blindée à 12 mm, vitesse 55 km/h et tous-chemins,
- l'AMC no 2, de 7,5 t, blindée à 20 mm, tourelle biplace, vitesse 30 km/h et tous terrains.

Les deux types sont approuvés respectivement en avril 1923 et août 1924. Les prototypes Panhard 138 et Renault ND, à quatre roues, sont proposés pour l'AMC no 1. Ces deux prototypes ne sont pas commandés, le Renault ND, sorti tardivement en 1927, est abandonné en 1931,. La Panhard 138, testée en 1926, donne naissance en 1928 à la Panhard 165,. L'automitrailleuse semi-chenillée Citroën-Kégresse M23 (it), identifiable au programme d'AMC no 1, est commandée en seize exemplaires pour le Levant. Pour l'AMC no 2, la cavalerie envisage puis abandonne le Renault NC, version du char FT à chenilles souples Kégresse, tandis que Citroën soumet un prototype sur châssis semi-chenillé P7T, non adopté,.
Le programme de motorisation de juillet 1930 définit en plus deux types de véhicules, la « voiture de reconnaissance tous terrains blindées » (non armée, transportant 6 hommes) et l'« automitrailleuse légère tous terrains » (armée d'une mitrailleuse en tourelle), toutes deux devant atteindre 50 km/h et peser moins de 3,6 t. Le 9 janvier 1930, ces deux types sont fusionnés sous le nom de « voiture de reconnaissance type L ». Deux prototypes sont proposés, le Renault URL et le Berliet VUCL, commandés respectivement à un et deux exemplaires.

## La classification de 1931
À l'été 1931, la cavalerie française décide de définir trois types d'automitrailleuses :
- les AMR sont chargées d'accompagner les unités de cavalerie lors de leur déploiement (mouvement et combat)[8]
- les AMD sont capables d'engager les blindés ennemis pendant leurs reconnaissances, tant en décrochant rapidement[9]
- les AMC restent en réserve afin d'aller engager les chars ennemis[9]

## Listes des matériels par type

### AMR
- AMR Citroën-Kégresse P28[10]
- AMR Renault modèle 1933[11]
- AMR Renault modèle 1935[11]
- AMR Citroën P 103 (prototype)[12]
- AMC Schneider P16, classées comme AMR à partir de 1937[13]

### AMD
- Automitrailleuse Peugeot modèle 1915 (en), sert comme AMD en Indochine[14]
- Automitrailleuse Renault modèle 1915, sert comme AMD en Indochine[14]
- AMD White TBC[11]
- Berliet VUDB, « véhicule de prise de contact », parfois désigné comme AMR, désigné « AMD, matériel ancien » en 1939[15]
- AMD Laffly type 50 AM[11]
- AMD Laffly type 80 AM[11]
- AMD Renault (prototype)[16]
- Berliet VUB (prototype)[17]
- AMD Latil (prototype)[17]
- AMD Panhard TOE[14]
- AMD Panhard modèle 1935[11]
- AMD Laffly S15 TOE[11]
- AMD Chevrolet (es)[18]

### AMC
- AMC Schneider P16[11]
- AMC Fromaget (prototype)[19]
- AMC Renault modèle 1934[11]
- AMC SOMUA 1934 (ru) (prototype)[20],[21]
- AMC Renault modèle 1935[11]
- Bien que désigné comme char, le SOMUA S35 a été présenté initialement pour répondre au programme des AMC[22]

### Autre
En 1938 apparaît le programme des « automitrailleuses puissantes de cavalerie », capables de prendre la relève et des AMR et des AMD. Deux types de véhicules sont développés avant 1940 :
- AM Gendron-Somua modèle 1939, au départ une AMR, restée au stade des prototypes[23]
- AM modèle 1940 P, prototype dont l'engin blindé de reconnaissance construit après la guerre dérive[23]